# Puerto de Da Nang
El Puerto de Da Nang (en vietnamita: Cảng Đà Nẵng) es un importante puerto situado en el centro de Vietnam, en la desembocadura del río Han en el Mar del Sur de China, en la ciudad de Đà Nẵng. Es el tercer sistema portuario más grande en Vietnam (después del Puerto en Ciudad Ho Chi Minh y el puerto de Haiphong). Đà Nẵng se encuentra en un extremo del Corredor Económico Este-Oeste, un espacio económico que conecta Vietnam con Laos, Tailandia y Birmania. El sistema de transporte marítimo nacional de Vietnam (Vinalines) es la autoridad del puerto. 
En 2008, el puerto de Đà Nẵng manejó 2,7 millones de toneladas de carga, de los cuales 1,2 millones de toneladas fueron exportaciones, 525.900 toneladas correspondieron a importaciones y 985.600 toneladas fueron de carga nacional.